# Coprosma depressa
Coprosma depressa är en måreväxtart som beskrevs av John William Colenso och Joseph Dalton Hooker. Coprosma depressa ingår i släktet Coprosma och familjen måreväxter. Inga underarter finns listade i Catalogue of Life.